# Kim Cheong-Eui
Kim Cheong-Eui (Daegu, 23 de março de 1990) é um tenista sul-coreano. Sem grandes feitos na carreira - teve como melhor ranking o 296º lugar em junho de 2015 - Kim tornou-se notório por possuir uma habilidade rara no tênis: ser ambidestro. Ou seja, ele consegue dar um forehand com ambas as mãos. Por conta disso, videos com suas atuações acabaram viralizando na internet.

## Conquistas

### Challenger e Futures
| Legenda                   |
| ------------------------- |
| ATP Challenger Tour (0–0) |
| ITF Futures (1–0)         |

#### Simples
| Posição | N. | Data               | Torneio              | Piso | Oponente    | Placar        |
| ------- | -- | ------------------ | -------------------- | ---- | ----------- | ------------- |
| Campeão | 1. | 8 de Junho de 2014 | Daegu, Coreia do Sul | Duro | Chung Hyeon | 7–5, 7(5–7)–6 |